# Mustafa Ben Halim
Mustafa Ben Halim, en árabe مصطفى احمد بن حليم, (Alejandría, 29 de enero de 1921-Emiratos Árabes Unidos, 7 de diciembre de 2021) fue un diplomático y político libio de origen egipcio, quien fuera primer ministro de Libia desde el 12 de abril de 1954 al 25 de mayo de 1957.
Era considerado como el jefe de Estado con vida más longevo del mundo hasta su muerte acaecida el 7 de diciembre del año 2021.

## Biografía
Ben Halim nació en el exilio en Alejandría, Egipto, el 29 de enero de 1921, donde su padre, originario de Cyrena, se refugió en la ocupación italiana de Libia. Se graduó en Ingeniería Civil en la Universidad Egipcia de Alejandría en 1943.
Ben Halim regresó a Libia en 1950 para ayudar a reconstruir el país después de la Segunda Guerra Mundial y la posterior ocupación de Libia por parte de los aliados. Fue nombrado ministro de Obras Públicas en el primer gobierno de Libia en 1953. A la edad de 33 años, fue nombrado primer ministro en 1954, cargo que ocupó hasta 1957. Durante su ejercicio como primer ministro El ministro, Ben Halim, ha apoyado el crecimiento y el desarrollo de la Libia moderna. Participó en la redacción de la legislación petrolera libia, que finalmente llevó al descubrimiento del petróleo en 1959. Bajo su liderazgo, el sector petrolero libio se dividió en una pequeña cantidad de concesiones para competir en el país. Sector petrolero libio. Ben Halim también fundó la Universidad de Libia y el Banco Central de Libia.
Como primer ministro, Ben Halim ha dado prioridad a la construcción de relaciones y alianzas con Occidente, incluidos Gran Bretaña, Estados Unidos y Francia. Gracias a estas relaciones, Ben Halim pudo obtener apoyo de Gran Bretaña y los Estados Unidos para Libia en un momento de tensión exacerbado por la guerra fría. Durante su mandato como primer ministro, Ben Halim estableció una relación diplomática positiva con la Unión Soviética, lo que finalmente llevó al reconocimiento de Libia en las Naciones Unidas, previamente bloqueada por la URSS. Además, Ben Halim ha trabajado en estrecha colaboración con otros países árabes y países vecinos, fortaleciendo así la posición geopolítica de Libia. En 1957, Ben Halim renunció como primer ministro debido a la falta de compromiso del Rey Idris para llevar a Libia a una democracia más abierta. A pesar de estas diferencias, Ben Halim y el Rey Idris se mantuvieron cerca durante los próximos años.
De 1957 a 1958, Ben Halim fue asesor privado del Rey de Libia. Luego fue nombrado embajador de Libia en Francia de 1958 a 1960, durante el cual participó en la negociación de la tregua franco-argelina entre el FLN y el gobierno francés [5].
Ben Halim regresó a Trípoli y dejó el servicio civil en 1960 para iniciar su propio negocio de construcción. Creó la compañía de ingeniería y construcción libia (Libeco) con la compañía estadounidense Brown and Root, y luego se convirtió en una sociedad con Bechtel. Luego diversificó sus intereses con otras compañías en los sectores de manufactura y recursos naturales, incluida la creación de la Corporación de Jabón y Química de Libia y la Compañía de Gas de Libia, que proporcionó todos los requisitos de nitrógeno y oxígeno. de libia. Luego se diversificó en el sector financiero al cofundar Bank of North Africa, un banco libio formado por una empresa conjunta con Morgan Guaranty y el UK Middle East Bank (BBME), donde fue elegido presidente de la Junta Directiva. la administración.
Entre 1964 y 1968, Ben Halim se desempeñó como asesor informal del Rey Idris en las reformas institucionales propuestas durante su mandato como primer ministro. Debido a la presión política de los grupos de intereses especiales, las reformas no se han implementado en su totalidad. En 1969, Ben Halim estaba de vacaciones en familia en Suiza cuando Muammar Gaddafi organizó el golpe. Después de que Gaddafi tomó el poder, Ben Halim no pudo regresar a Libia. Durante los siguientes 15 años, Ben Halim fue juzgado en ausencia por el "Tribunal Popular" por supuestamente "corromper la vida política". Ben Halim también fue acusado erróneamente de citar las elecciones de 1956 por el mismo comité.
Se publicaron sus memorias, en un libro llamado "Libya: The Years of Hope" (en español: Libia: Los años de esperanza).